# Reserva Natural Nacional de Caerlaverock
A Reserva Natural Nacional de Caerlaverock é uma área protegida que abrange partes das planícies de maré e da costa do estuário Solway, localizada a cerca de 10 km ao sul de Dumfries, em Dumfries e Galloway, Escócia. Situada entre o rio Nith e o córrego Lochar Water, a reserva engloba uma variedade de habitats úmidos, incluindo lama e areia expostas, sapais e pântanos, com áreas de pastagem neutra nas margens terrestres. A reserva foi designada em 1957 por iniciativa do Duque de Norfolk. Com uma área de 82 km², a reserva é um local de invernada de importância internacional para aves aquáticas.
Atualmente, a reserva é gerida pela NatureScot (órgão público do governo escocês responsável pelo patrimônio natural da Escócia), mas permanece sob propriedade privada, sendo administrada por meio de acordos de arrendamento. Como grande parte da reserva é intertidal, a Crown Estate Scotland é uma das principais proprietárias. A gestão do local busca equilibrar as atividades humanas, como pesca, caça de aves aquáticas e agricultura, com a conservação da natureza.

## Ecologia
Quase toda a população de gansos-de-faces-brancas de Svalbard, cerca de 38.000 indivíduos em 2015, passa o inverno nesta reserva. Mais de 140.000 aves limícolas, incluindo gansos-de-bico-curto, marrequinha, gansos, pilritos, tarambolas-cinzentas e tarambolas-douradas, foram registradas durante o inverno. Além disso, milhares de aves migratórias fazem escala na reserva durante suas viagens. Durante o verão, cerca de 45 a 50 espécies de aves nidificam em Caerlaverock, incluindo tadornas, pernas-vermelhas, maçaricos-reais e ostraceiros-europeus. A reserva também abriga a população mais setentrional do Reino Unido do sapo-corredor, que vive em poças rasas nas áreas terrestres da reserva. A NatureScot estima que Caerlaverock e arredores podem abrigar até 10% da população reprodutora do Reino Unido.
A Reserva Natural Nacional de Caerlaverock faz parte das Planícies e Sapais do Alto Solway, um sítio Ramsar e uma Área de Proteção Especial da União Europeia para aves, que se estende pelo estuário Solway até Cumbria. A reserva também integra a Área de Conservação Especial do Estuário Solway e está parcialmente inserida na Área Cênica Nacional do Estuário do Nith. A reserva é classificada como uma área protegida de Categoria II pela União Internacional para a Conservação da Natureza. Há outras reservas naturais nacionais do outro lado do estuário Solway, na Inglaterra.
A reserva foi anteriormente incluída entre as Reservas da Biosfera da UNESCO. Designada na década de 1970, o foco do programa da UNESCO mudou de ambientes naturais isolados para um modelo que permite a interação com o homem em termos de vida sustentável e educação. Após a adoção de novos critérios para reservas da biosfera em 1995, Caerlaverock foi um dos quatro sítios escoceses deslistados.

## Visitantes
A NatureScot disponibilizou dois estacionamentos e várias trilhas para permitir o acesso dos visitantes à reserva. A rede de trilhas conecta-se ao WWT Caerlaverock, uma reserva natural de terras alagadas (gerida pela organização de conservação Wildfowl & Wetlands Trust) localizada próxima à reserva, e ao Castelo de Caerlaverock, uma propriedade do Historic Environment Scotland.